# Euproctis cryptosticta
Euproctis cryptosticta är en fjärilsart som beskrevs av Collenette 1934. Euproctis cryptosticta ingår i släktet Euproctis och familjen tofsspinnare. Inga underarter finns listade i Catalogue of Life.